# 莫里斯 (人名)
莫里斯（Morris）是多国语言当中的人名以及姓氏，其起源不同，大多来自英格兰、爱尔兰、苏格兰、威尔士，有些起源于德语，或者是犹太姓氏的美国化。该姓氏在美国位列第53位，在英格兰和威尔士位列第32位。

## 在各国语言中的变化
- 英语：Morris
- 芬兰语：Mauri
- 法语：Maurice
- 德语：Moritz
- 荷兰语：Maurits
- 意大利语：Maurizio或Maorizio
- 拉丁语：Maurus
- 葡萄牙语：Mauris
- 西班牙语：Mauricio
- 希腊语：Μαύρος (Mavros)

## 人名
- 法国人名：
  - 约瑟夫-莫里斯·拉威尔（Joseph-Maurice Ravel），作曲家和钢琴家
  - 莫里斯·鲁维埃（Maurice Rouvier），法国政治家，曾任法国总理
  - 莫里斯·梅洛-龐蒂（Maurice Merleau-Ponty），法国哲学家
  - 莫里斯·盧布朗（Maurice Leblanc），法國小說家，亞森·羅蘋系列的作者
  - 塔列朗(Charles-Maurice de Talleyrand-Péigord)，法国政治家，外交家
  - 诺阿耶公爵 (第三)（Adrien-Maurice, 3rd duc de Noailles），法国贵族和军事家
  - 帕特里斯·麦克马洪（Marie Edme Patrice Maurice de Mac-Mahon）伯爵

- 英国人名：
  - 威廉·莫里斯（William Morris），英国艺术与手工艺运动的领导人之一
  - 麥美倫（Maurice Harold Macmillan, 1st Earl of Stockton），英國保守黨政治家
  - 德斯蒙德·莫利斯，动物学家。

- 美国人名：
  - 查尔斯·莫里斯 (哲学家)（Charles William Morris），美国符号学家、哲学家
  - 罗伯特·泰潘·莫里斯（Robert Tappan Morris），网络第一个蠕虫病毒，“莫里斯蠕虫”的作者
  - 兰多夫·阿尔伯特·莫里斯 （英语：Randolph Albert Morris，1986年11月28日－）美国职业篮球运动员。
- 历史人物：
  - 莫里斯 (拜占庭) or Flavius Mauricius Tiberius Augustus (539–602), 拜占庭皇帝
  - 莫里斯 (主教) (1107年去世), 伦敦主教, 大法官和英格兰贵族
  - 莫里茨 (奥尔登堡伯爵) (fl. 1169–1211), count of Oldenburg
  - 莫里茨 (萨克斯-劳恩堡公爵) (1551–1612), duke of Saxe-Lauenburg
  - 莫里茨 (萨克斯-蔡茨公爵) (1619–1681), duke of Saxe-Zeitz
  - 莫里茨 (萨克森选帝侯) (1521–1553), 德国撒克逊贵族
  - 莫里茨 (黑森-卡塞尔伯爵)或博学的莫里茨（Maurice the Learned） (1572–1632), 黑森-卡塞尔伯爵领主（Landgrave of Hesse-Kassel）
  - 莫里斯亲王 (巴腾堡) (1891–1914), 巴腾堡亲王家族和英国皇室成员
  - 莫里斯 (卡诺埃) (1117–1191), 法国修道院院長和圣人
  - 莫里斯 (因沙弗雷)(Maurice of Inchaffray) (14世纪), 苏格兰传教士，后成为主教
  - 拿骚的莫里斯 (奥兰治亲王)(Maurice of Nassau, Prince of Orange) (1567–1625), 尼德兰联省共和国执政
  - 莫里斯 (萨伏伊亲王)(Maurice of Savoy) (1593–1657), 萨伏伊亲王和红衣主教
  - 莫里斯亲王 (尼德兰)(Maurice of the Netherlands) (1843–1850), 奥兰治-拿骚亲王
  - 莫里斯 (巴拉丁)(Maurice of the Palatinate) (1620–1652), 莱茵的巴拉丁伯爵（Count Palatine of the Rhine）
  - 莫里斯 also Moritz, Morris, or Mauritius (died 287), 罗马退伍军人和基督教殉道者

- 其他：
  - 莫里斯·格林（Maurice Greene）